# Nel Rawlison
Nel Rawlison, właśc. Nelly Rawlison – postać fikcyjna, pierwszoplanowa (obok Stasia Tarkowskiego) bohaterka powieści W pustyni i w puszczy Henryka Sienkiewicza i jej filmowych adaptacji.

## Charakterystyka
Nel Rawlison była zielonooką Angielką. Jej matka zmarła przed zawiązaniem się akcji utworu. Jest ośmioletnią córką jednego z dyrektorów przedsiębiorstwa budującego Kanał Sueski i razem ze Stasiem (z którym pod koniec fabuły – istotnie później w stosunku do większości opisanych wydarzeń – wzięła ślub) doświadcza wielu przygód w przymusowej podróży przez Afrykę.
Jej pierwowzorem była dziesięcioletnia Wandzia Ulanowska, córka przyjaciela Henryka Sienkiewicza, Bolesława Ulanowskiego.

## Ekranizacje
W filmie nakręconym na podstawie powieści w roku 1973 (oraz wyprodukowanym rok później miniserialu) rolę Nel grała Monika Rosca. W filmie z roku 2001 w postać tę wcieliła się Karolina Sawka.

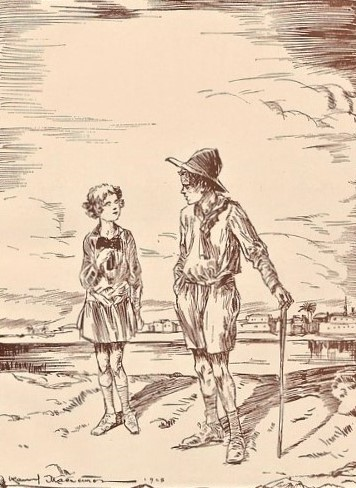